# Viviane Huchard
Viviane Huchard (geboren als Viviane Rey; * 9. August 1946; † 2. Juli 2005 in Paris) war eine französische Kuratorin, Archivarin, Paläographin und Direktorin des Musée de Cluny.

## Leben
Viviane Huchard absolvierte ein Studium an der École des chartes, das sie 1971 mit einer Arbeit zur spätmittelalterlichen Militärarchitektur in der Dauphiné und einem Diplom als Archivarin und Paläographin abschloss. Parallel legte sie an der École du Louvre eine Kuratorenprüfung ab, was ihr eine Museumslaufbahn ermöglichte.
Ab 1973 leitete sie die Museen von Angers, wo sie bis 1991 wirkte und maßgeblichen Einfluss auf deren Renovierung hatte. Hier trat sie auch als Verfasserin einer ganzen Reihe von Katalogen und Museumsführern in Erscheinung.
Als Direktorin des Musée de Picardie in Amiens setzte sie ab 1992 die von ihrem Vorgänger begonnene Renovierung der Skulpturensäle fort, bevor sie 1994 als Leiterin des Musée de Cluny berufen wurde. Dieses war erst kurz zuvor in Musée national du Moyen Âge umbenannt worden. Auch hier setzte sie – neben einer aktiven Restaurierungs- und Ankaufspolitik  –  wichtige Sanierungs- und Modernisierungsarbeiten durch, um das denkmalgeschützte Gebäude zu erhalten, die Sammlungen angemessen zu präsentieren, aber auch moderne Büroräume zu schaffen. Die Anlage eines mittelalterlichen Gartens um die historischen Gebäude im Jahr 2000 fiel ebenfalls in ihre Amtszeit. Sie etablierte die Zusammenarbeit mit Universitäten und Forschungseinrichtungen und kooperierte über Frankreich hinaus mit Mittelaltermuseen, etwa dem Museum Schnütgen in Köln.
1994 erhielt Viviane Huchard den Titel einer Generalkonservatorin (Conservatrice générale) und 1997 wurde sie mit dem Ritterkreuz der Ehrenlegion ausgezeichnet.
Am 2. Juli 2005 starb Viviane Huchard nach längerer Krankheit im Alter von 58 Jahren. Im Jahr nach ihrem Tod ehrte das Museum sie mit einer Sonderausstellung, in der die von ihr erworbenen Objekte der Sammlung präsentiert wurden. Zu ihrer Nachfolgerin wurde Elisabeth Taburet-Delahaye ernannt.